# Spirydon (Romanow)
Spirydon, imię świeckie Andrij Wołodymyrowycz Romanow (ur. 23 czerwca 1980 w Zagorsku) – biskup Ukraińskiego Kościoła Prawosławnego Patriarchatu Moskiewskiego.

## Życiorys
Urodził się w rodzinie kapłana prawosławnego. Od 1992 r., w związku z mianowaniem jego ojca proboszczem patriarszej parafii katedralnej w Nowym Jorku, przebywał w USA, gdzie zdobył średnie wykształcenie (uczęszczał do szkoły przy Stałym Przedstawicielstwie Rosji przy ONZ). Następnie przeniósł się na Ukrainę, gdzie w 1997 r. wstąpił do seminarium duchownego w Kijowie. Jednocześnie został psalmistą w cerkwi św. Eliasza w Kijowie. Po ukończeniu seminarium (2000 r.) studiował na Kijowskiej Akademii Duchownej, którą ukończył w 2004 r. z tytułem kandydata teologii. W okresie studiów pracował w wydziale pomocy społecznej Ukraińskiego Kościoła Prawosławnego Patriarchatu Moskiewskiego. Następnie (w latach 2005–2007) był referentem metropolity kijowskiego i całej Ukrainy Włodzimierza i współpracownikiem wydziału zewnętrznych stosunków cerkiewnych UKP PM. W latach 2006–2007 studiował w Bossejskim Instytucie Ekumenicznym. Od 2007 do 2010 r. był wykładowcą Kijowskiej Akademii Duchownej oraz kijowskiego seminarium.
14 października 2010 r. z rąk metropolity Włodzimierza otrzymał święcenia diakońskie i wszedł w skład kleru cerkwi św. Eliasza w Kijowie. W latach 2010–2012 był sekretarzem dziekana kijowskiego. 3 sierpnia 2012 r. został przez arcybiskupa boryspolskiego Antoniego wyświęcony na kapłana. W tym samym roku został sekretarzem pierwszego wikariusza metropolii kijowskiej. 24 października 2012 r. objął probostwo parafii św. Teodozjusza Pieczerskiego w rejonie szewczenkowskim Kijowa. 19 grudnia 2013 r. otrzymał godność protojereja.
25 grudnia 2015 r. przed metropolitą kijowskim i całej Ukrainy Onufrym złożył wieczyste śluby mnisze z imieniem Spirydon, ku czci św. Spirydona z Tremituntu. 27 sierpnia 2017 r. został podniesiony do godności archimandryty.
Postanowieniem Świętego Synodu, otrzymał 6 grudnia 2019 r. nominację na biskupa wiszniewskiego, wikariusza eparchii kijowskiej. Chirotonia odbyła się 13 grudnia 2019 r. w cerkwi Narodzenia Pańskiego na Berezniakach w Kijowie, pod przewodnictwem metropolity Onufrego.